# پل شیخ جابر الأحمد الصباح
پل شیخ جابر الأحمد الصباح یک پل در کویت است که ارزش تخمینی ساخت آن حدود ۲٫۶۶ میلیارد دلار آمریکا می‌باشد و تحت ابتکار کمربند و جاده چین ساخته شده است. این پل بخشی از فاز اول پروژه شهر ابریشم است. این پل خلیج کویت را در دو جهت عبور می‌دهد و شامل دو پروژه است: مسیر اصلی که شهر کویت را به شمال کویت (شامل سوبیا و جزیره بوبیان) متصل می‌کند و مسیر دوحه که شهر کویت را به دوحه متصل می‌کند. این پل از دو جزیره مصنوعی (جزیره خلیج شمالی و جزیره خلیج جنوبی) عبور می‌کند که برای اهداف تفریحی و گردشگری ساخته شده‌اند. پروژه پل بخشی از چشم‌انداز کویت ۲۰۳۵ است. این پل به نام شیخ جابر الصباح نامگذاری شده است تا سهم او در توسعه کویت گرامی داشته شود. این پروژه یکی از بزرگ‌ترین و چالش‌برانگیزترین پروژه‌های زیرساخت حمل و نقل در کویت و همچنین کل منطقه خاورمیانه است. مسیر اصلی با طول ۳۶٫۱۴ کیلومتر چهارمین پل جاده‌ای طولانی جهان است. کل پل شامل دو پل است. مجموع طول هر دو پل ۴۸٫۵ کیلومتر می‌باشد.

## تاریخچه
تحت ابتکار کمربند و جاده چین، این پل بخشی از فاز اول پروژه شهر ابریشم است. ساخت این پروژه در تاریخ ۳ نوامبر ۲۰۱۳ آغاز شد و هزینه ساخت آن تقریباً ۳ میلیارد دلار آمریکا بود. جسر شیخ جابر الأحمد الصباح بخشی از مجموعه پروژه‌هایی است که کویت برای توسعه و تنوع بخشیدن به اقتصاد خود و کاهش وابستگی به نفت و گاز دنبال می‌کند. این تلاش برای تنوع بخشیدن مشابه آن چیزی است که عربستان سعودی و دیگر کشورهای منطقه در حال انجام آن هستند. این پروژه بخشی از چشم‌انداز کویت ۲۰۳۵ است و به نام سیزدهمین امیر کویت برای گرامیداشت رهبری او نامگذاری شده است.
هدف کلی پروژه کاهش فاصله سفر بین شهر کویت و شهر ابریشم از ۱۰۴ کیلومتر به ۳۶ کیلومتر است، که زمان سفر را از ۹۰ دقیقه کنونی به کمتر از ۳۰ دقیقه کاهش می‌دهد. ساخت این پل مسیر جدید و استراتژیکی برای بزرگراه فراهم می‌کند که به توسعه‌های برنامه‌ریزی شده در شمال شهر کویت کمک خواهد کرد، زیرا بندر شویخ را به توسعه شهر جدید سوبیا (شهر ابریشم) متصل می‌کند. همچنین این پروژه به یکپارچه‌سازی مناطق شمالی کشور با مناطق مرکزی و جنوبی پرجمعیت‌تر کمک کرده و به کاهش ترافیک در جاده‌های اطراف نیز کمک خواهد کرد.

## طراحی
طراحی سازه‌ای پل بر اساس استانداردهای انجمن آمریکایی بزرگراه‌ها و مقامات حمل‌ونقل ایالتی انجام شده است. ویژگی برجسته مسیر اصلی، پایلون نمادین پل کابلی است که الهام گرفته از قایق بادبانی سنتی و تاریخی کویت است. ارتفاع پایلون تقریباً ۱۵۱ متر است که تقریباً هم‌ارتفاع برج‌های معروف برج‌های کویت می‌باشد.
در ابتدا، پروژه پل به عنوان یک پروژه واحد (مسیر اصلی و لینک دوحه) در نظر گرفته شده بود، اما برای تسریع در اتمام کارها، پروژه در دو قرارداد جداگانه مناقصه شد: مسیر اصلی با طول ۳۶٫۱۴ کیلومتر و مسیر دوحه با طول ۱۲٫۴ کیلومتر. این پروژه شاهد مشارکت و همکاری شرکت‌های بزرگ مهندسی، طراحی و پیمانکاری از سراسر جهان بود که شامل آمریکا، فرانسه، هنگ کنگ، کره جنوبی، آلمان، ایتالیا و اتریش می‌شود؛ البته به علاوه دفاتر دار در بیروت و قاهره. شرکت‌های بزرگی مانند هیوندای مهندسی و ساخت و ساز، جی‌اس مهندسی و ساخت و ساز، سیسترا، ای‌کام، تی وای لین اینترنشنال، تونی گی و شرکا، تروی و فوگرو، همچنین تأمین‌کنندگان مانند فولاد هیوندای، جن‌اپتیک، سوارکو و سولاری نیز نقش مهمی ایفا کردند.
یکی از جنبه‌های حیاتی پل که از ابتدای کار به آن پرداخته شد، خطرات زیست‌محیطی مربوط بود، زیرا پل از میان زیست‌بوم‌های طبیعی موجود عبور می‌کند. از آغاز ساخت، تلاش گسترده‌ای صورت گرفت تا هر گونه تداخل یا آسیب به گیاهان، جانوران و محیط زیست دریایی به‌طور کلی، چه به صورت موقت در طول ساخت و چه به صورت دائمی، به حداقل برسد. میگوهای معروف به «میگوهای ببر سبز» (Green Tiger Shrimps) که ساکنان مشهور خلیج کویت هستند، با ایجاد زیستگاه‌های جدید گیاهی و نصب صخره مصنوعی در فاصله‌ای دور از مناطق ساخت پل محافظت شدند. این تلاش بسیار موفقیت‌آمیز بود، زیرا طرف‌های دخیل توانستند زیستگاه‌های جدید میگوها را دور از محل پل مشاهده کنند و تولیدمثل میگوها با ظرفیت فراوان صورت گرفت.